# Berotha zhejiangana
Berotha zhejiangana là một loài côn trùng trong họ Berothidae thuộc bộ Neuroptera. Loài này được C.-k. Yang et al. miêu tả năm 1995.